# Konstal 105N2k/2000
Konstal 105N2k/2000 – jedna z odmian tramwaju Konstal 105Na, wyprodukowana dla Szczecina i Warszawy przez firmę Alstom Konstal w latach 2000–2001. Wyprodukowano 76 wozów.

## Konstrukcja
105N2k/2000 to jednokierunkowy tramwaj silnikowy. Zmiany w stosunku do 105N obejmują połówkowy pantograf, czoło i tył wozu o obłym kształcie z tworzyw sztucznych, brak czwartych drzwi. Motorniczy zasiada za nowym pulpitem, zaś numer linii jest wyświetlany na diodowym wyświetlaczu. Nowością było również zastosowanie nowoczesnego układu rozruchowego – czopera, którym zastąpiono dotychczasowy rozruch oporowy.

### Odmiany
Firma Alstom wyprodukowała następujące odmiany:
- 105N2k/A/2000 – wagon sterowniczy dla Warszawy
- 105N2k/B/2000 – wagon doczepny dla Warszawy
- 105N2k/S/2000 – wagon sterowniczy dla Szczecina (14 wagonów zamówione w 2000 r., dostarczone w 2001 r.)

Zakłady Alstom nie wyprodukowały doczep dla Szczecina. Na licencji Alstom zakłady Protram, które zwyciężyły w przetargu, wyprodukowały dla Szczecina w 2007 roku 6 fabrycznie nowych doczep czynnych do tychże wozów (numery taborowe 791–796).
Potocznie tramwaje te nazywane są bulwa lub delfin z uwagi na kształt przedniej części.
18 listopada 2009 szczecińskie tramwaje #784 i #785 uległy uszkodzeniu w kolizji, lecz je wyremontowano.

## Dostawy
| Państwo        | Miasto         | Typ            | Lata dostaw    | Liczba | Numery taborowe  |       |
| -------------- | -------------- | -------------- | -------------- | ------ | ---------------- | ----- |
| Polska         | Szczecin       | 105N2k/S/2000  | 2001           | 14     | 777–790, 797–798 | [ 2 ] |
| Polska         | Szczecin       | 105N2k/D/2000  | 2007           | 6      | 791–796          | [ 3 ] |
| Polska         | Warszawa       | 105N2k/A/2000  | 2001           | 31     | 2074–2135        |       |
| Polska         | Warszawa       | 105N2k/B/2000  | 2001           | 31     | 2074–2135        |       |
| Łączna liczba: | Łączna liczba: | Łączna liczba: | Łączna liczba: | 82     |                  |       |

## Galeria

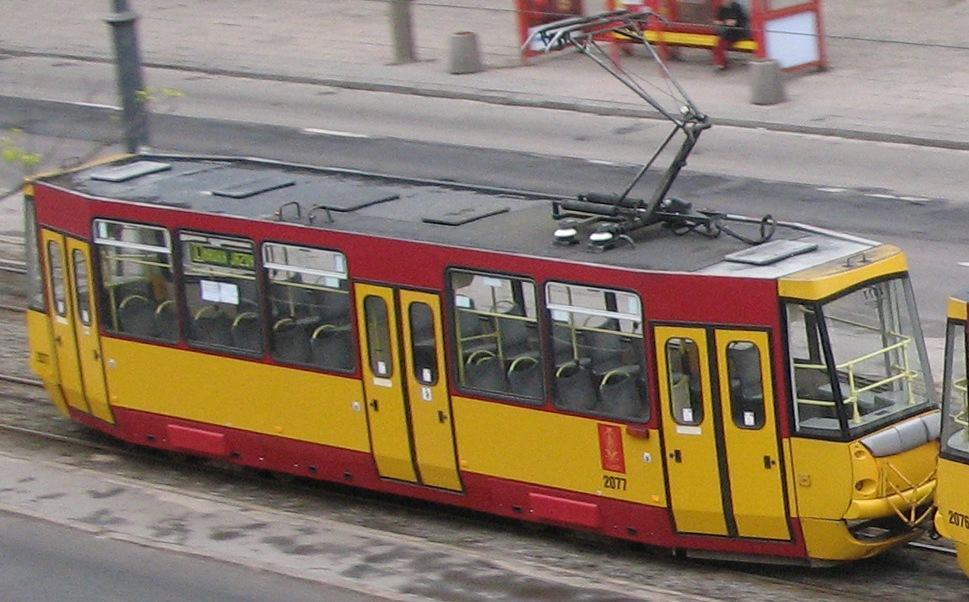
Wagon doczepny Konstal 105N2k/B/2000 w Warszawie
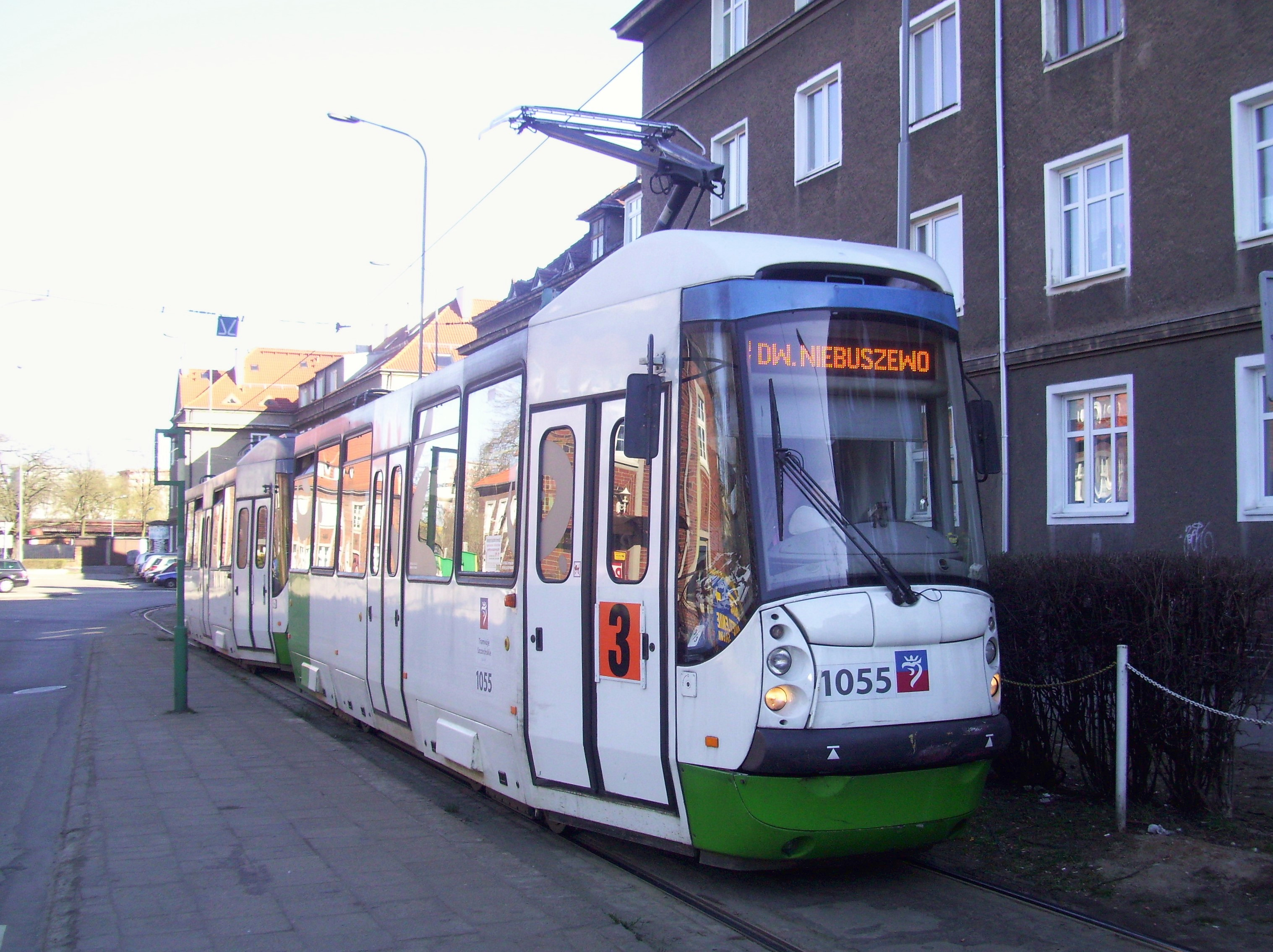
Skład wagonów 105N2k/2000 w Szczecinie
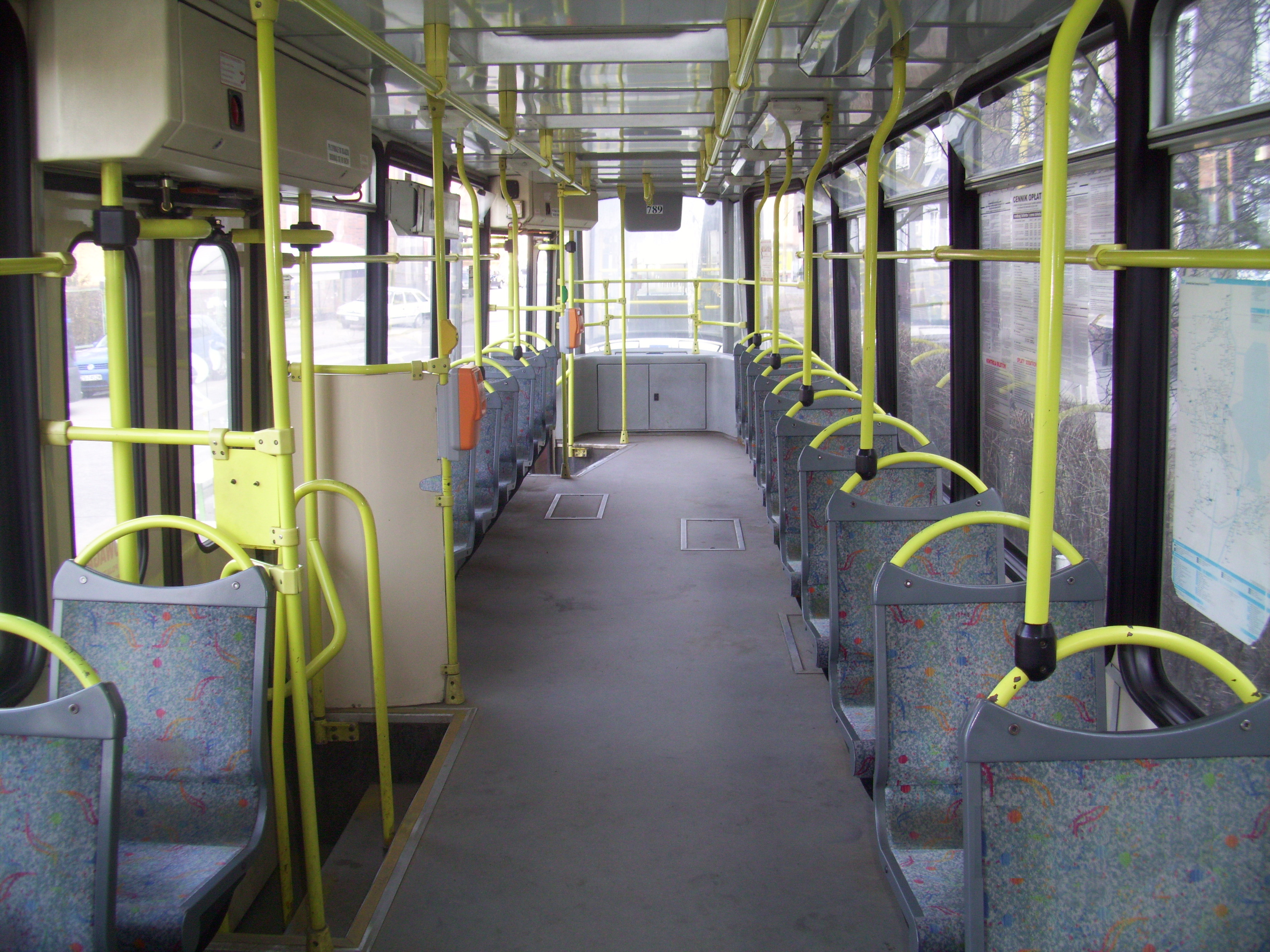
Wnętrze
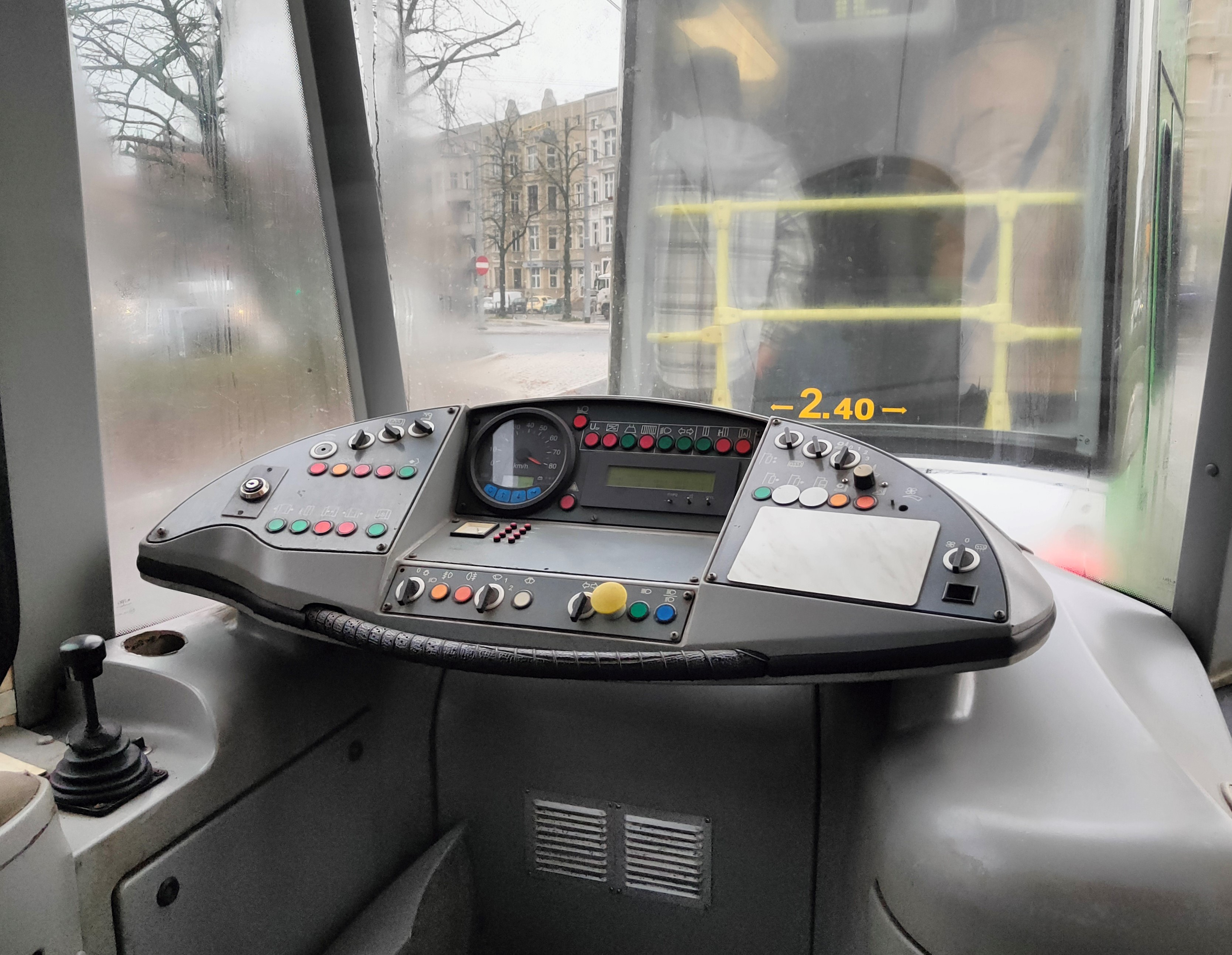
Pulpit sterowniczy
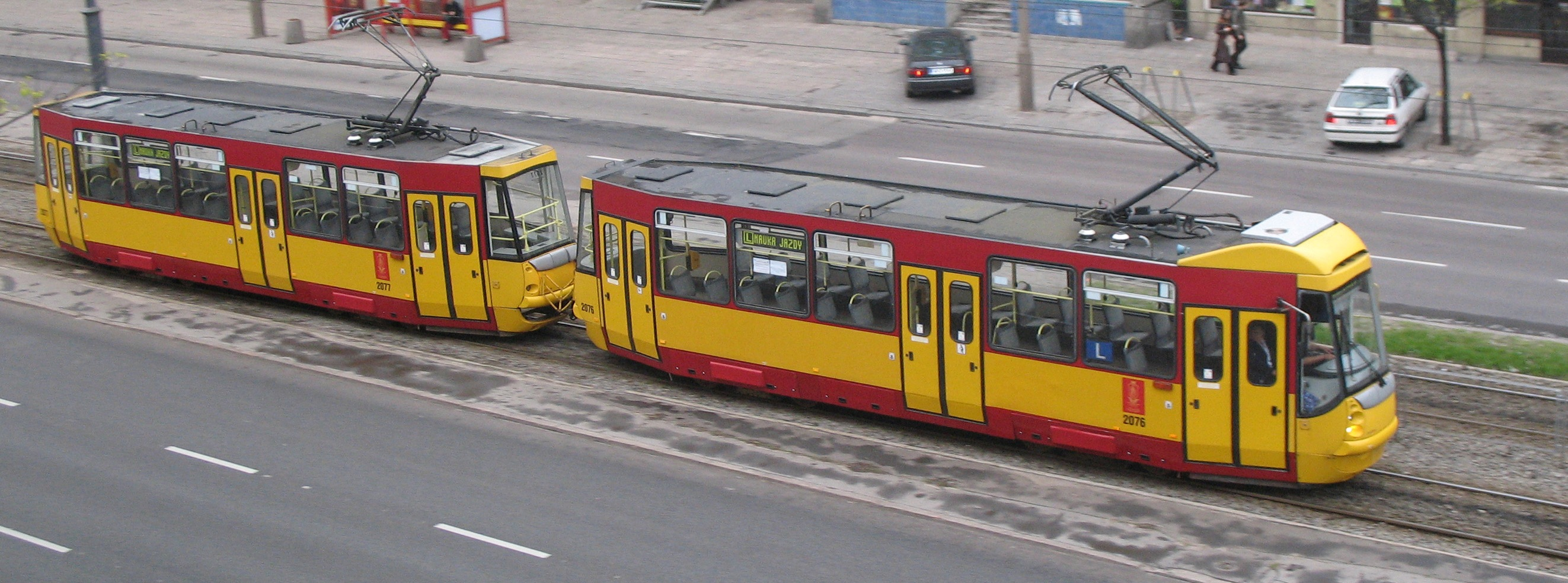
Skład w Warszawie